# Helleborus niger
Helleborus niger, o hel·lèbor negre és una espècie de planta perenne i perennifòlia, És verinosa i la seva venda a Espanya està regulada.

## Descripció

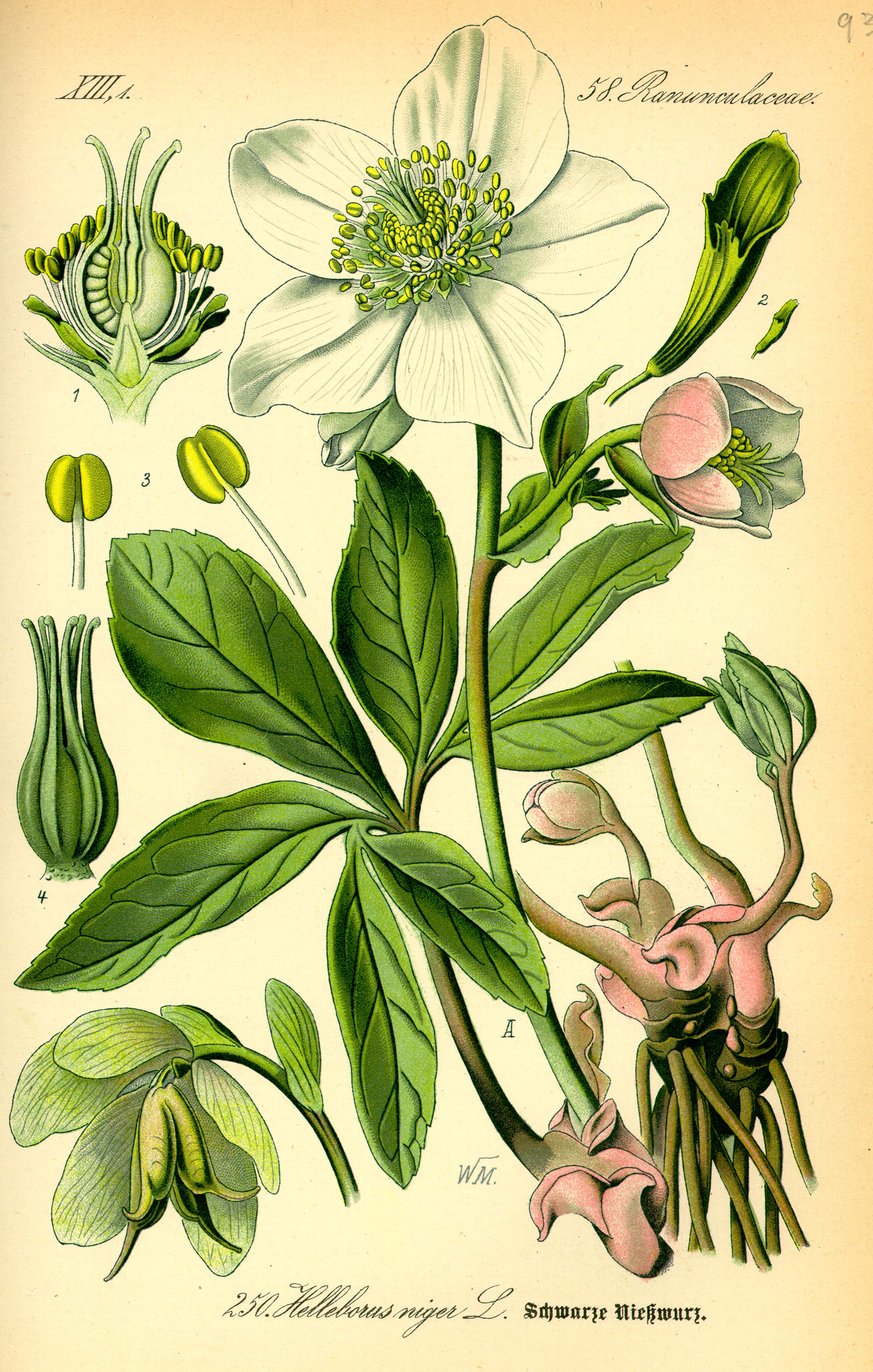
Il·lustració feta al

Helleborus niger té les fulles endurides i fosques i les tiges són de 23–30 cm d'alt. Les flors es produeixen de mitjan hivern a la primavera i són de color blanc i de vegades rosades.
Hi ha dues subespècies: H. niger subsp. niger i H. niger subsp. macranthus, aquesta amb les flors més grosses. Silvestre H. niger subsp. niger es troba generalment en zones muntanyenques des de Suïssa, sud d'Alemanya, Àustria, Eslovènia, Croàcia i nord d'Itàlia. Helleborus niger subsp. macranthus es troba més al nord d'Itàlia i potser a Eslovènia.

## Horticultura
És una planta ornamental tradicional amb diversos cultivars de flor doble, híbrids i de colors variats.

## Verí
Helleborus niger conté protoanemonina, o ranunculina, que poden fer cremades als ulls, boca i gola, gastroenteriris i hematemesis.